# EMD JT42CWR
Die EMD JT42CWR und JT42CWRM sind ein von der Electro-Motive Division (EMD), einer Tochter von General Motors, gebauter Diesellokomotivtyp mit elektrischer Kraftübertragung. Die EMD JT42CWR wurde unter der Baureihennummer Class 66 zunächst in Großbritannien eingeführt.

## Geschichte
Die Class 66 wurde in den 1990er Jahren im Auftrag des britischen Eisenbahnunternehmens English, Welsh & Scottish Railway (EWS) als Nachfolgebauart der EMD JT26CW-SS (Class 59) von EMD entwickelt. Zunächst wurde sie in der Stückzahl von 250 Exemplaren in der kanadischen Stadt London gebaut und ab dem Jahr 2000 nach Großbritannien verschifft. Im Mai 2009 standen bereits 550 Maschinen vor allem bei den britischen Unternehmen Freightliner, Direct Rail Services (DRS), GB Railfreight (GBRf) und Stobart Rail im Einsatz.

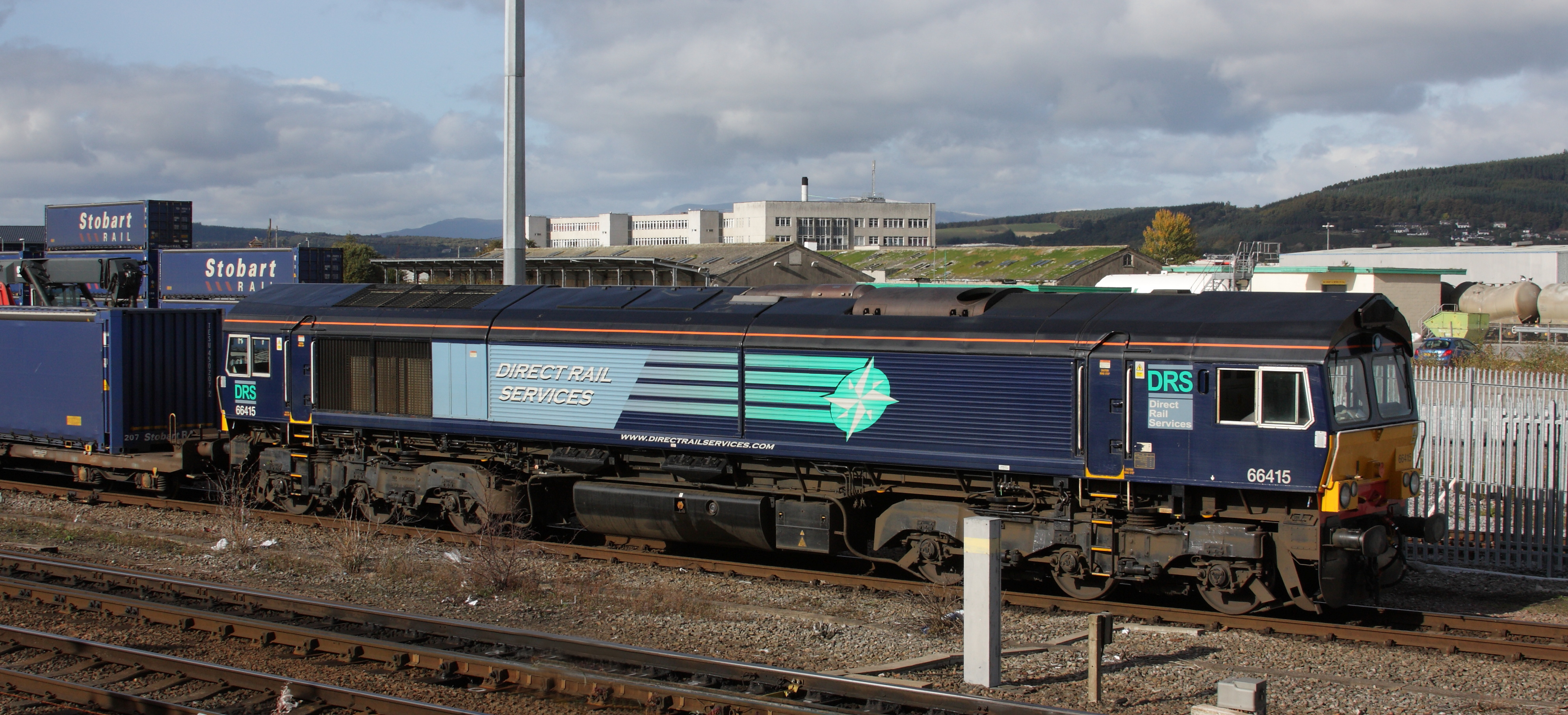
66 415 von DRS in Inverness (2009)

Der Name „EMD Series 66“ entstand, als der Hersteller sie auch in anderen Ländern zu vermarkten begann. Inzwischen sind 651 Loks dieses Typs europaweit im Einsatz. Die letzte für den EU-Markt ausgelieferte Lokomotive dieser Baureihe wurde am 12. Februar 2016 an die Bahngesellschaft GB Railfreight übergeben.
Die privaten Bahngesellschaften entschieden sich für diese einfach konzipierte, aber robuste Diesellok, da sie nicht über einen umfangreichen, dezentral stationierten Fahrzeugpark wie die großen staatlichen Unternehmen verfügten. Daher verkehren die Maschinen zwar auf elektrifizierten Strecken, mit ihnen kann die Fracht aber ohne Lokomotivwechsel über nicht elektrifizierte Gleise bis zu den Endkunden gebracht werden.

## Technik
Die Lok verfügt über einen Dieselmotor des Typs 12N-710G3B-T2 mit 2420 kW (3245 PS) und eine auf sechs Achsen verteilte Masse von bis zu 129,6 Tonnen. Der Drehstromgenerator EM AR8/CA6 speist sechs Reihenschluss-Kollektorfahrmotoren (Typ D43 TRC), die mit Tatzlagerantrieb auf die Achsen wirken. Die dreiachsigen Drehgestelle verfügen über gegenläufig radialgelenkte Endachsen, die Mittelachse ist seitenverschiebbar.
Die Lokomotiven wurden für die britische Fahrzeugbegrenzungslinie entwickelt, die auf dem Kontinent gelieferten Lokomotiven haben teilweise zusätzliche Anbauten, die einen Einsatz in Großbritannien unmöglich machen.

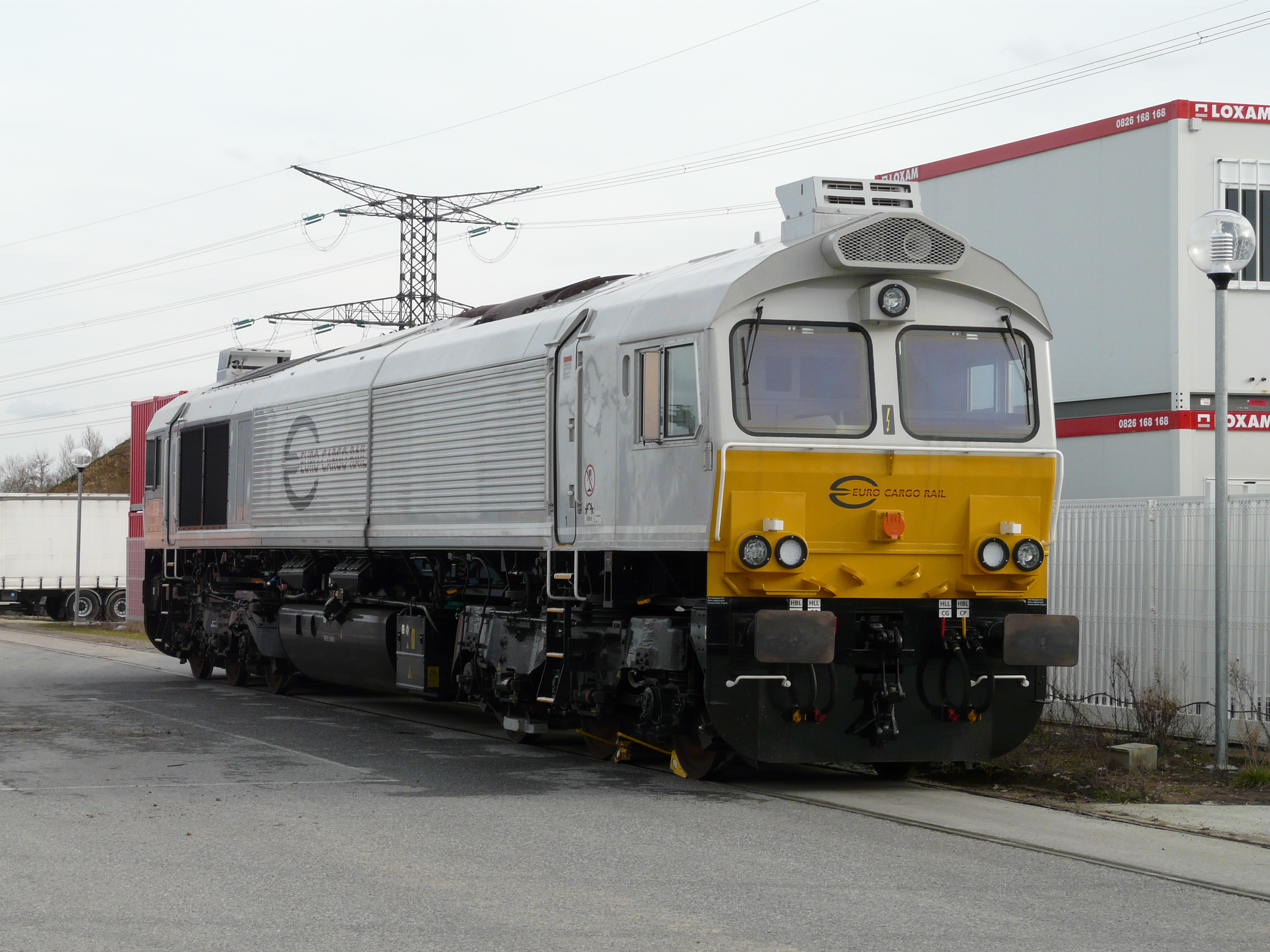
JT42CWRM der ECR

Seit 2005 wird die Lok in einer überarbeiteten Ausführung angeboten. Zu dieser als JT42CWRM (oder auch Série CC 77000 bzw. in Großbritannien auch 66/9) bezeichneten Variante siehe unten.
In Großbritannien ist zudem eine Unterbaureihe 66/6 im Einsatz, die mit einer geänderten Getriebeübersetzung geliefert wird, welche eine höhere Zugkraft von 467 kN bei geringerer Höchstgeschwindigkeit von 105 km/h bewirkt.
Lokomotiven mit abgeänderter Getriebeübersetzung und erhöhter Zugkraft werden in Deutschland vom Eisenbahnverkehrsunternehmen Heavy Haul Power Int. betrieben und sind als „High Tractive“ gekennzeichnet.
EMD hat die Entwicklung einer Version 66EU für den kontinentaleuropäischen Markt aufgegeben. Die Baureihe erfüllt nicht mehr die aktuelle EU-Abgasnorm der Stufe IIIA, die in einer Übergangsfrist noch Bestellungen bis Ende 2014 zuließ.

## Einsatz

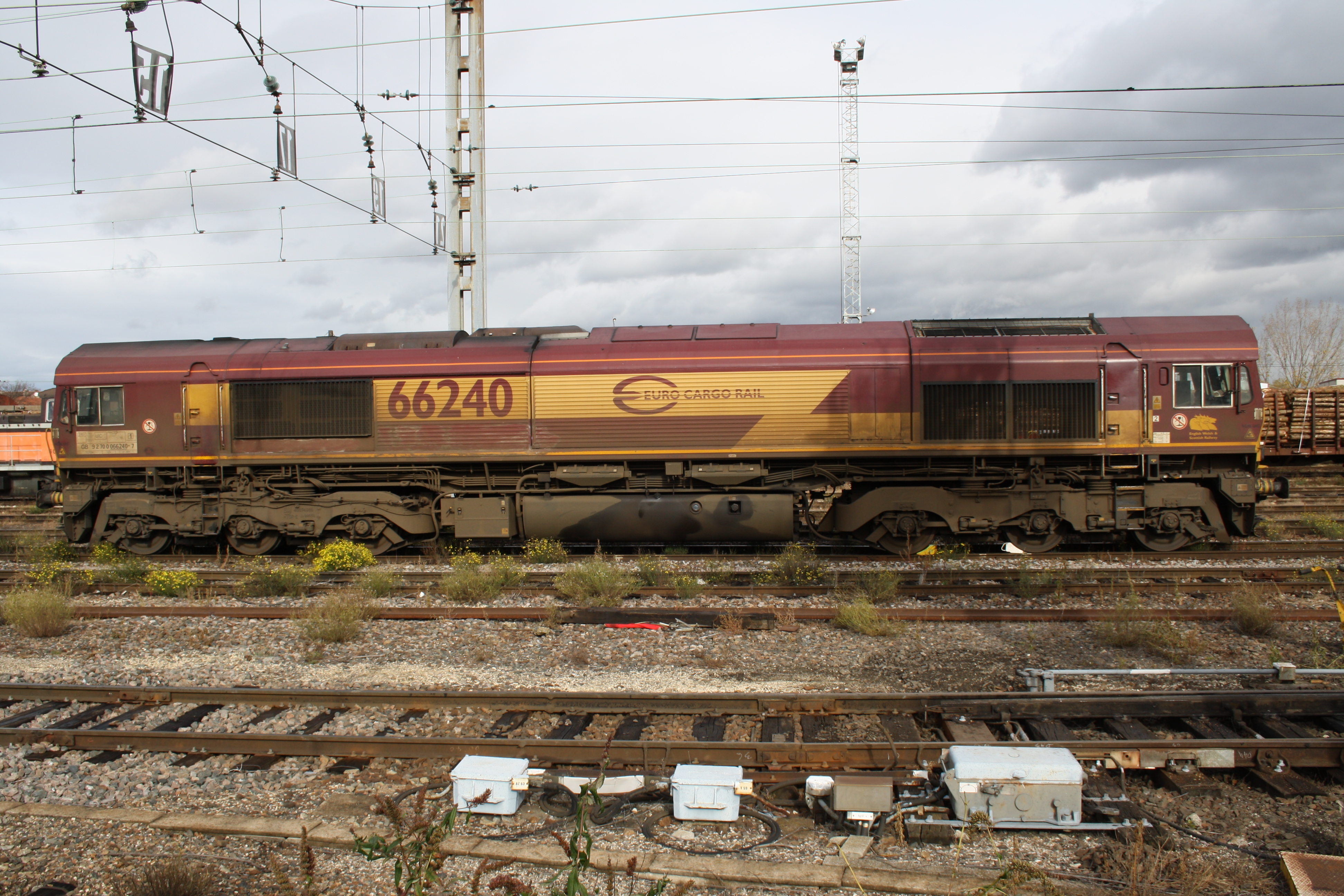
Class 66 von ECR in Laon (Frankreich), 2009

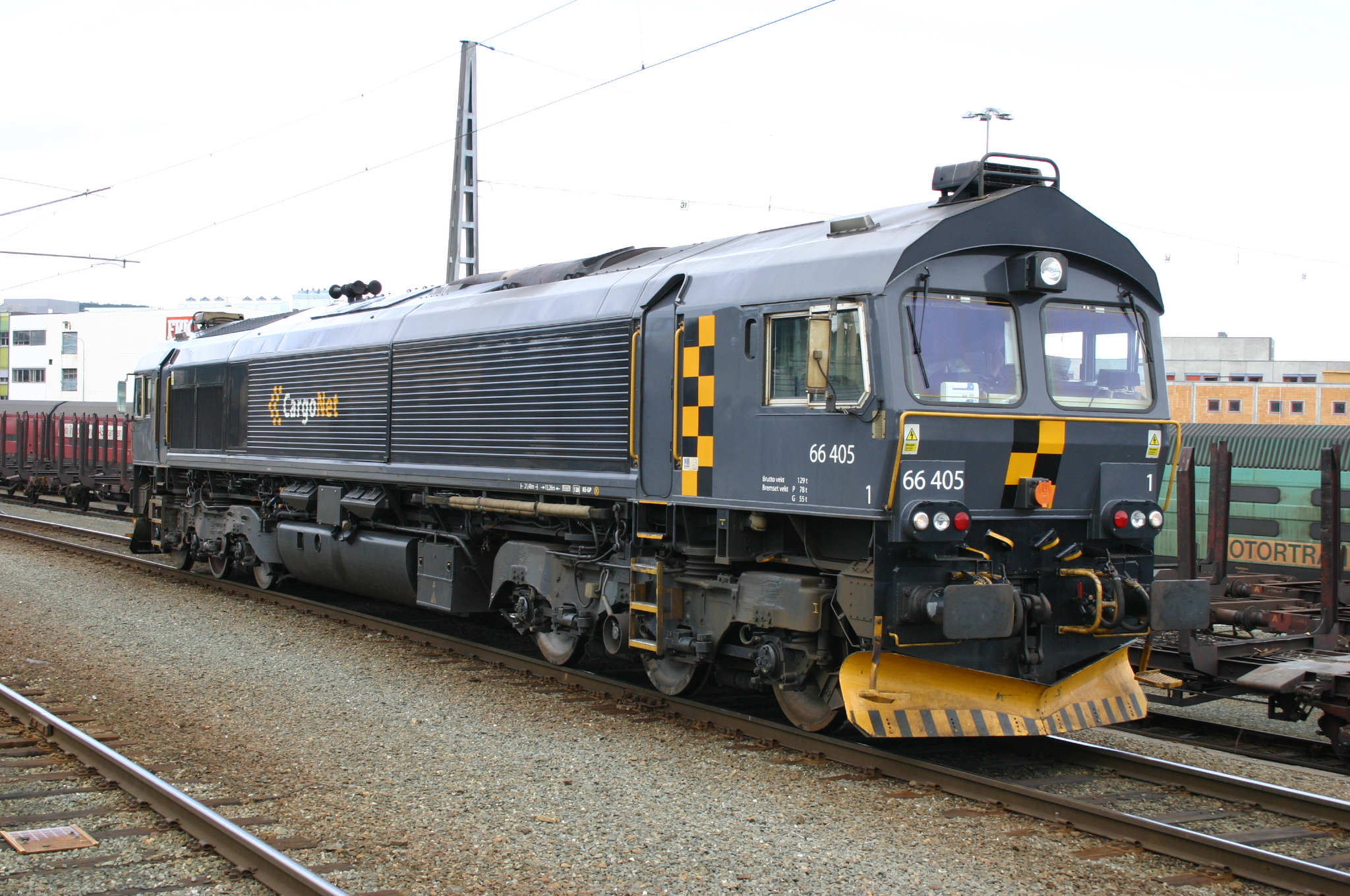
CD66 von CargoNet in Trondheim (Norwegen), 2005

Die JT42CWR(M) wird im schweren Güterzugdienst eingesetzt. Sie verfügt über keine elektrische Heizeinrichtung für die Beheizung von Personenwagen und auch keine Vorheizeinrichtungen für den Motor, sodass die Lokomotiven bei niedrigen Temperaturen auch im Stillstand durchlaufen, bzw. über eine Startautomatik verfügen, die den Motor bei Unterschreiten einer bestimmten Temperatur der Betriebsstoffe (Öl- und Kühlwassertemperatur) selbstständig startet.
Die Class 66 wird inzwischen praktisch europaweit für Güterzüge eingesetzt, vornehmlich durch private Eisenbahnverkehrsunternehmen, so beispielsweise der RheinCargo in Deutschland. Zugelassen sind die Loks für den Betrieb im Vereinigten Königreich, in den Niederlanden, Belgien, Luxemburg, Deutschland, Dänemark, Schweden, Norwegen, Polen, Frankreich und Rumänien. Zudem waren Zulassungen in Tschechien und der Slowakei angestrebt.
Die von EWS ab 2006 nach Frankreich gebrachten Class 66 wurden nur den Minimalanforderungen entsprechend für den Einsatz auf dem Kontinent angepasst. Sie liefen zunächst mit der Eigentumsbezeichnung EWSI (für „EWS International“) und wurden nach und nach auf ECR (Euro Cargo Rail) umgezeichnet; unter diesem Namen trat EWS in Frankreich auf. Vor allem beim Einsatz der Loks auf den kurvenreichen Strecken des Zentralmassivs wurde ein starker Verschleiß der Gleise durch die „archaisch“ anmutenden, gegossenen dreiachsigen Drehgestelle befürchtet, was aber dank der seitenverschiebbaren mittleren Achsen nicht eintrat. Bei Sotteville verfügt die ECR über eine Werkstatt für die Wartung ihrer Fahrzeuge, die dort tätigen französischen Techniker wurden von ihren britischen Kollegen angelernt. Seit November 2009 verkehrte wöchentlich ein von Stobart gecharterter Express-Kühlzug vom spanischen Murcia nach London. Auf seinem französischen Abschnitt wurde der aus Flachwagen mit Kühlcontainern bestehende Zug vom Grenzbahnhof Portbou bis Calais zunächst von einer Class 66 – oder häufiger – einer Class 77 von ECR gezogen, da die für diesen Langlauf vorgesehenen Elektrolokomotiven des Typs Bombardier Traxx noch nicht für den Verkehr in Frankreich zugelassen waren.
Bei der norwegischen CargoNet war für diese Lokomotiven ursprünglich die Bezeichnung Di 9 vorgesehen. Nach der Lieferung im Januar 2003 wurden sie dann jedoch als CD66 eingereiht und sind seither von Trondheim auf der Nordlandsbahn sowie nach Støren im Güterzugdienst im Einsatz.
2007 haben die Ägyptischen Staatsbahnen (ENR) 40 Lokomotiven der Class 66 bestellt. Sie wurden 2009 geliefert, tragen die Betriebsnummern 2124–2163 und werden sowohl im Personen- wie auch im Güterverkehr eingesetzt. Im November 2019 wurde die Bestellung 50 weiterer Lokomotiven bekanntgegeben. Die Auslieferung der ersten Lokomotive begann im März 2022.

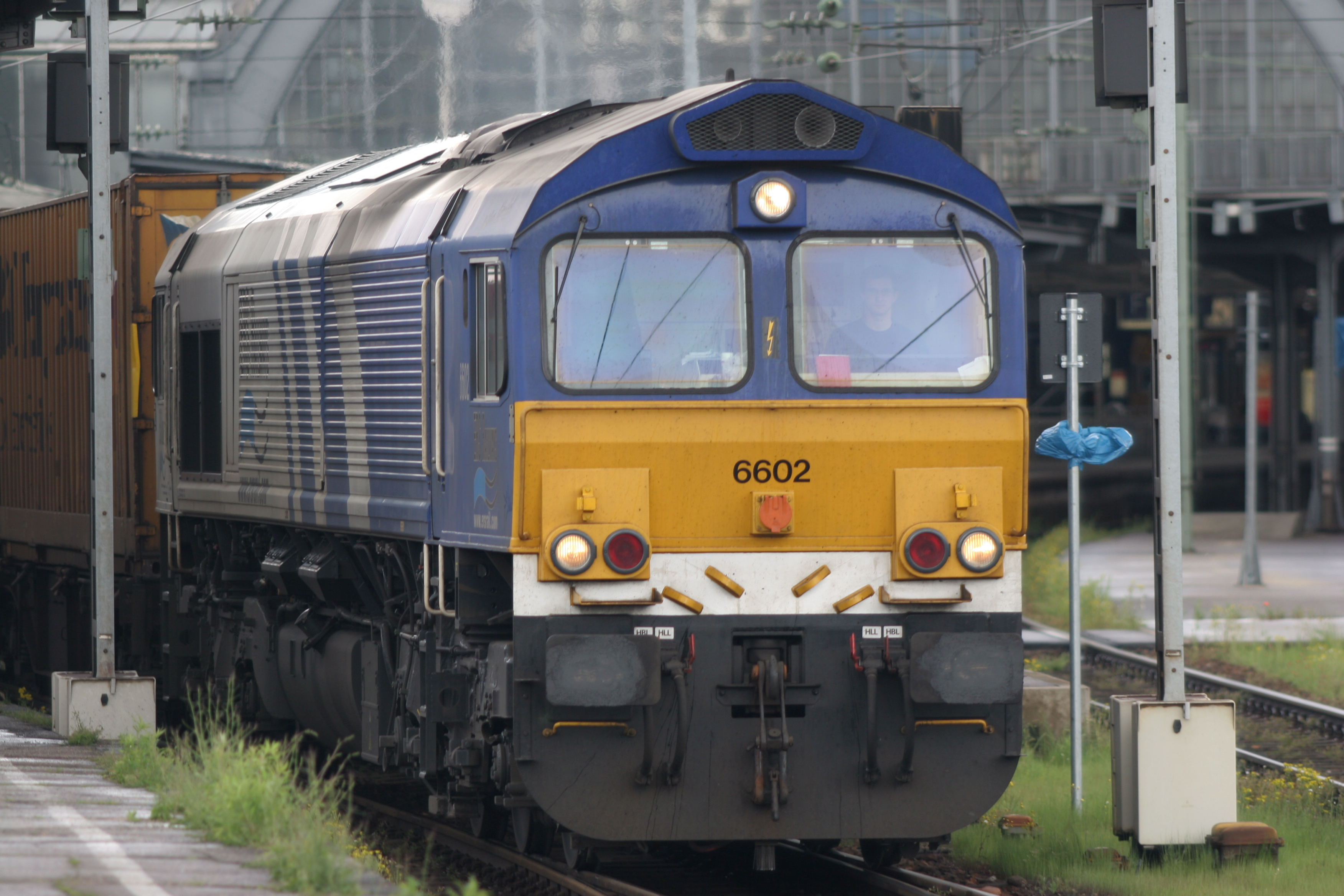
6602 der ERS Railways in Karlsruhe
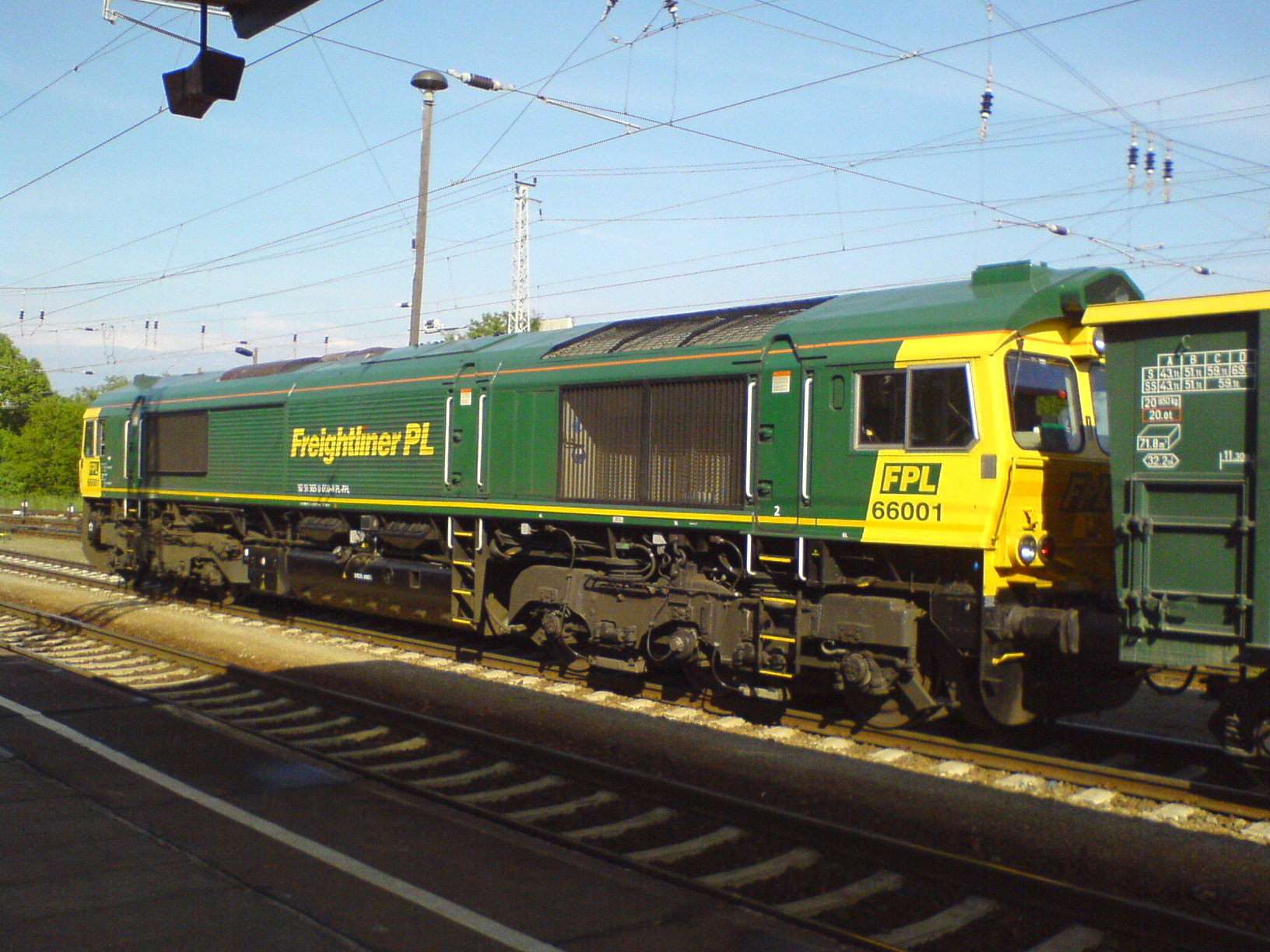
66001 der FreightlinerPL in Ruhland
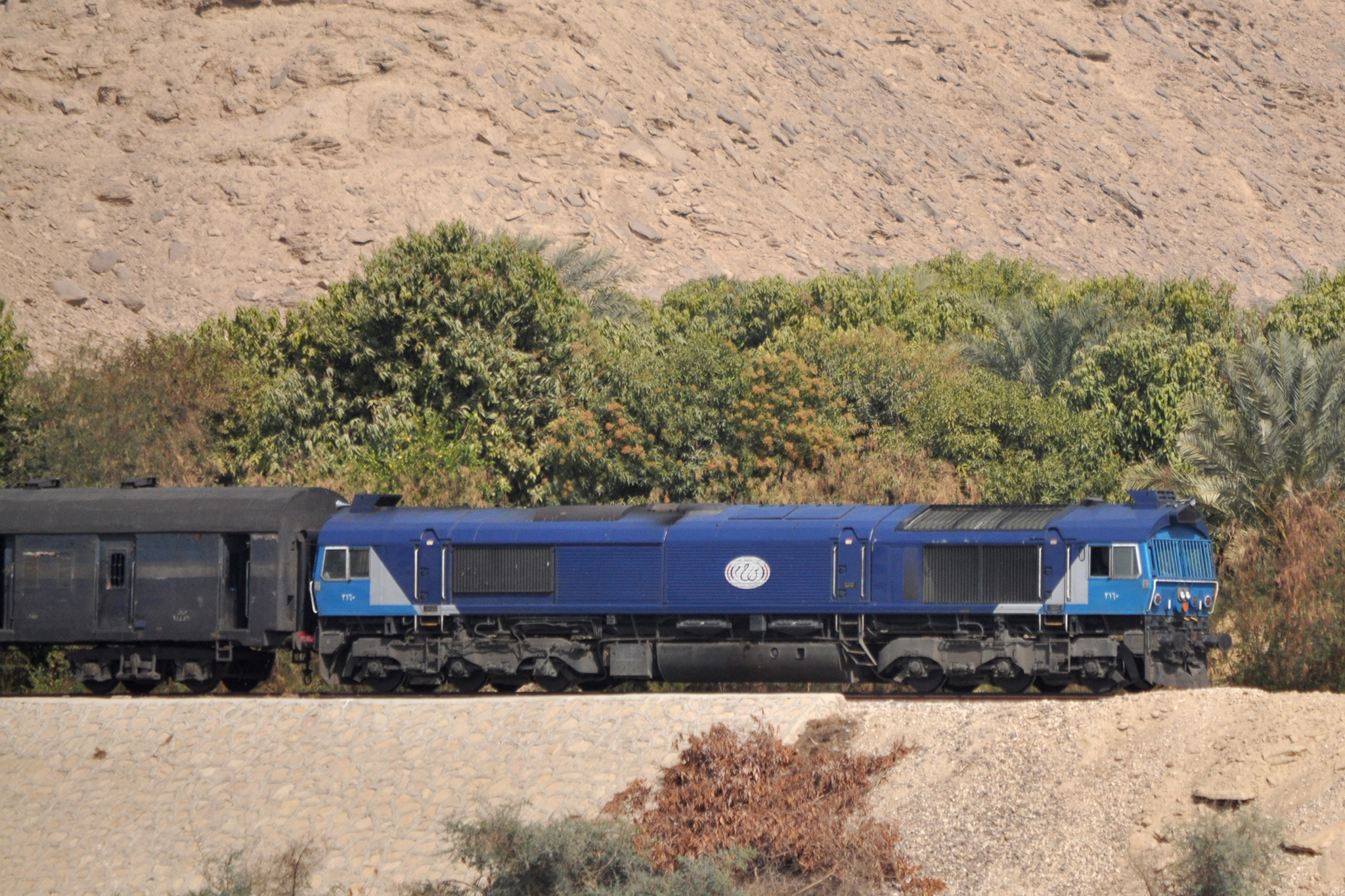
2160 der ENR nördlich von Assuan
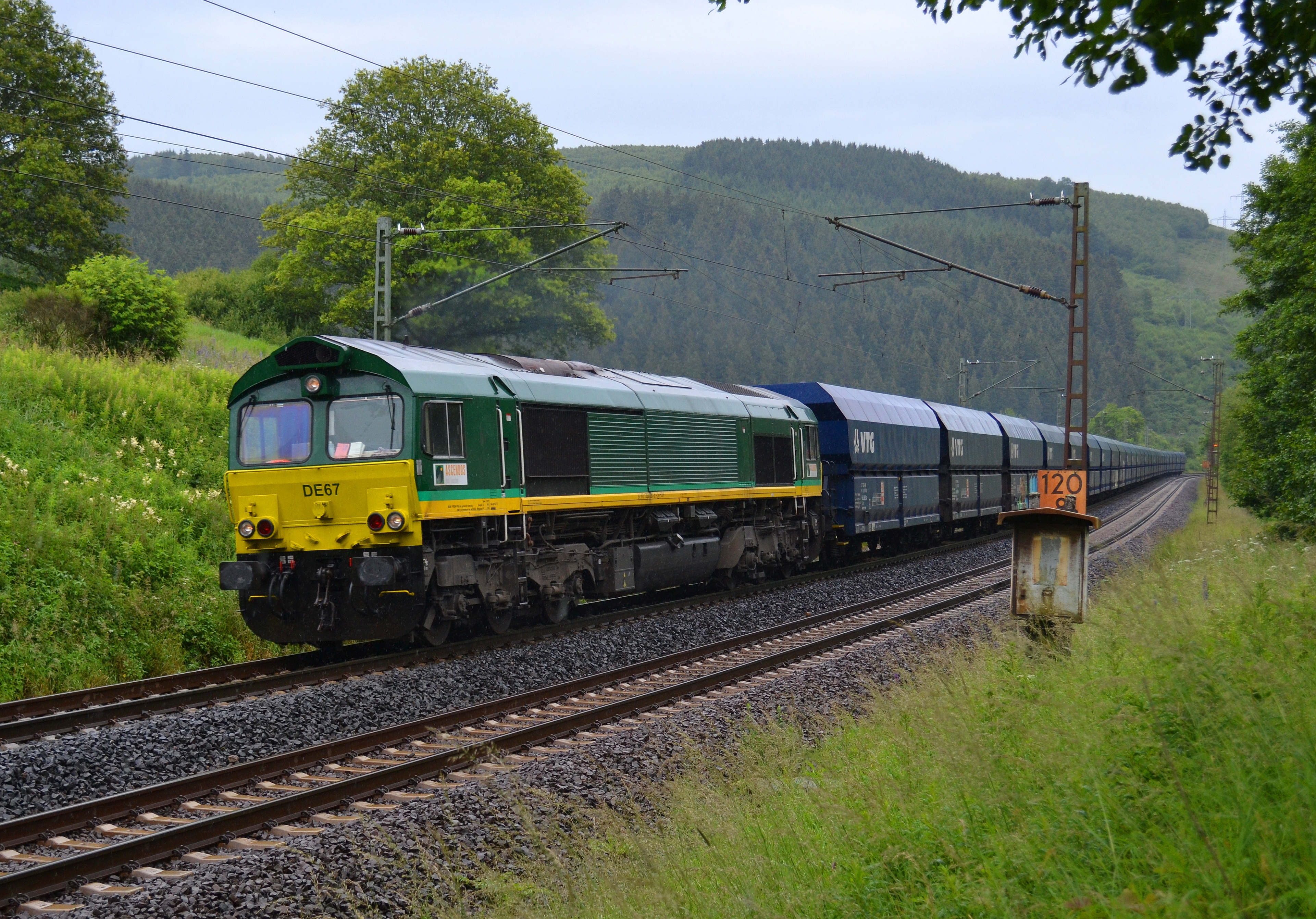
DE 67 der RHC mit einem Kohleganzzug auf der Dillstrecke in der Nähe von Dillbrecht
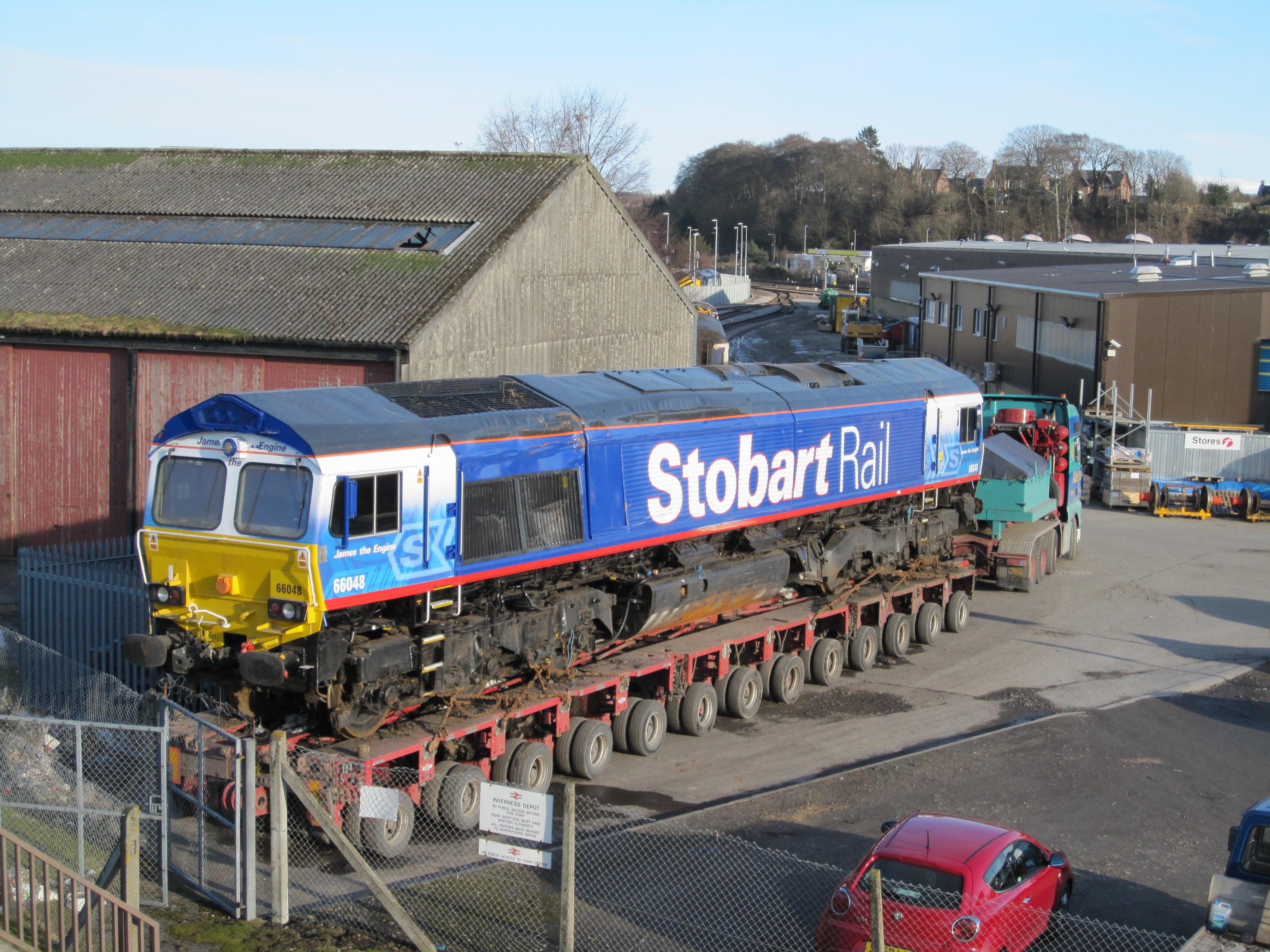
Verunfallte 66 048 von Stobart Rail in Inverness (2010)

### Variante JT42CWRM

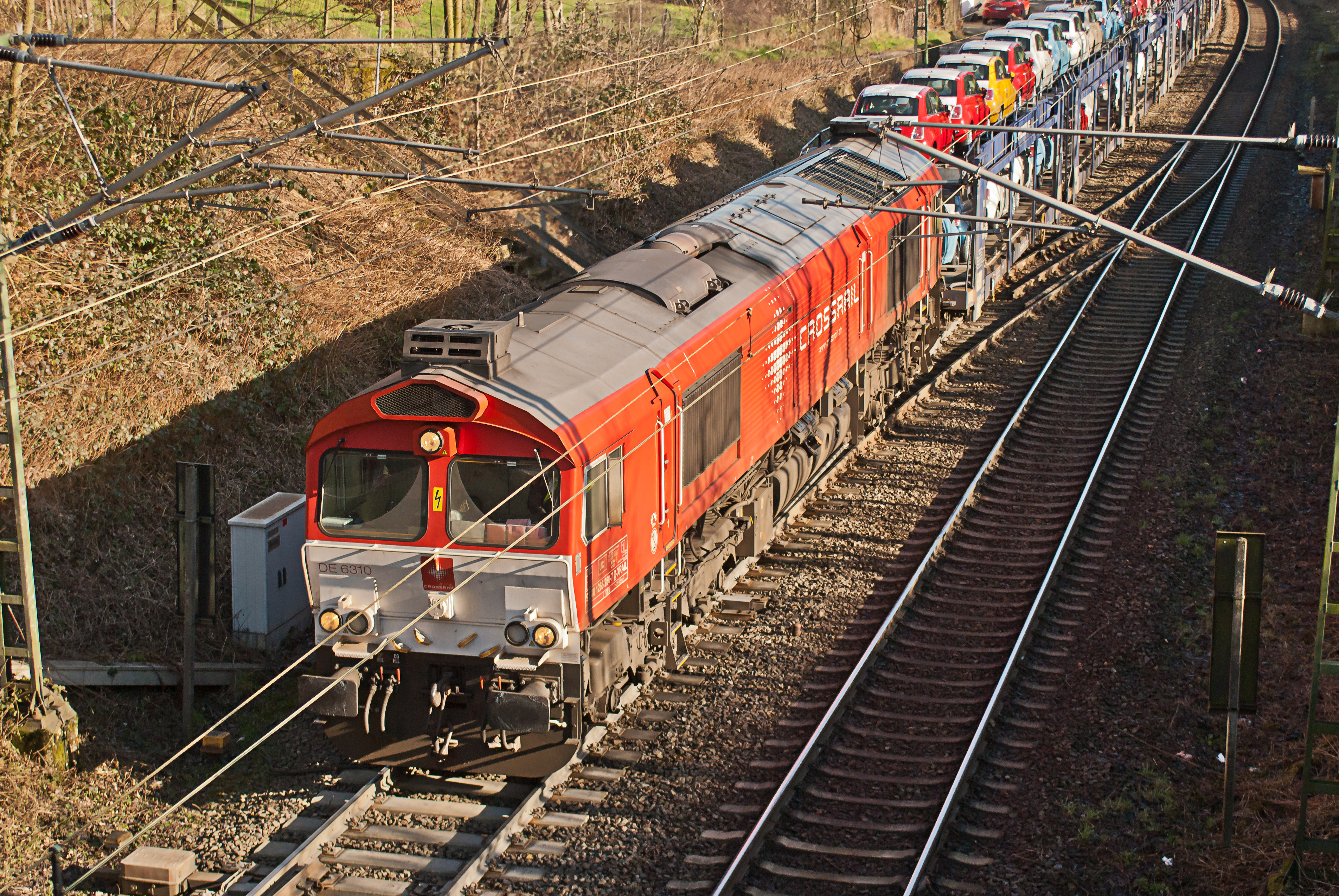
Eine JT42CWRM der CrossRail Benelux, man beachte die dreitürige rechte Lokseite

Ab dem 1. Januar 2009 konnten gemäß einer EU-Richtlinie bezüglich Abgasnormen im EU-Raum keine Lokomotiven der Klasse 66 mehr zugelassen werden. Die Erfüllung der ab 2009 gültigen Abgasnormen der EU Stufe IIIa sowie das Bestreben, den sehr hohen Lärmpegel im Führerstand durch eine bessere Schallisolierung zu reduzieren, führten zur Entwicklung einer emissionsärmeren Variante unter der Bezeichnung JT42CWRM, die in Frankreich als Série CC 77000 eingestellt wurde. Dies brachte ihr in Deutschland im Volksmund auch den Namen Class 77 ein, der ursprünglich eigentlich eine britische E-Lok-Baureihe bezeichnet. Der Hersteller EMD legte Wert auf die Feststellung, diese modifizierte Baureihe sei für den Einsatz in Kontinentaleuropa entwickelt worden. Deren nach Großbritannien gelieferte Variante trägt hingegen die Bezeichnung Class 66/9.
Bei nahezu unverändertem Leistungsprofil ergab sich durch zusätzliche Einbauten ein Massezuwachs von nahezu 5000 kg, das teilweise durch ein um 1400 Liter reduziertes Tankvolumen kompensiert wurde. Der Tank einer Lokomotive der Class 66/9 fasst 5670 l, jener der Class 77 6400 l Dieselkraftstoff. Letztere besitzen eine Klimatisierung der Führerstände, deren Aggregate auf dem Dach der Maschinen platziert wurde. Damit überschreiten sie die britische Fahrzeugbegrenzungslinie und können auf der Insel nicht eingesetzt werden. Die nach wie vor in Kanada gebauten Maschinen wurden jeweils zunächst in die Niederlande ausgeliefert und dort bei NedTrain „europäisiert“ (Zugbeeinflussung, Funk, Signalisation etc.).

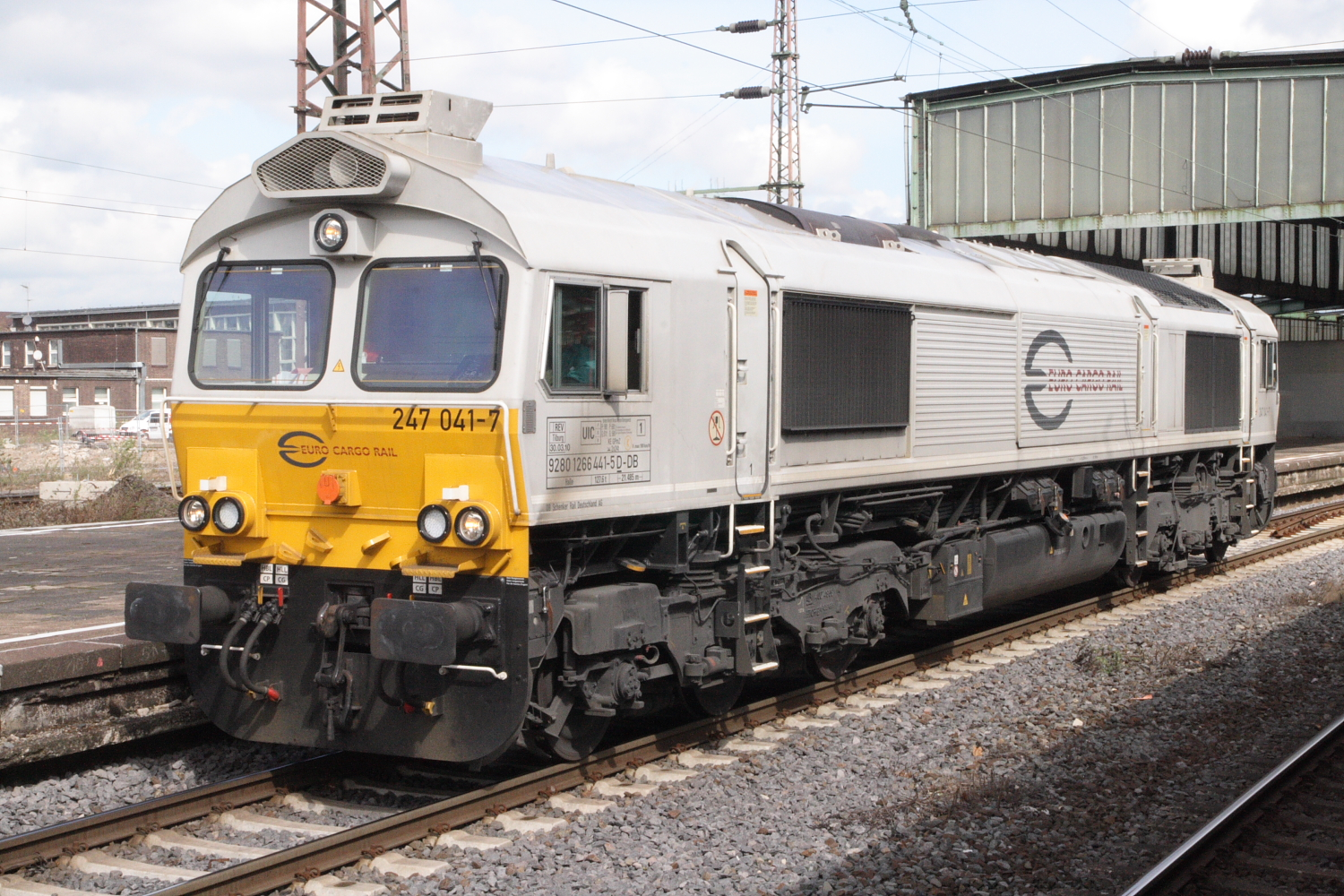
247 041 von ECR in Duisburg Hbf – mit den Klimaaggregaten auf dem Dach überschreiten die Lokomotiven die britische Fahrzeugbegrenzungslinie

Mit diesem Typ, zu dem unter anderem die schwarzen Lokomotiven von Dispolok gehören, wurde sie auch außen in einigen Details verändert. Die auffälligsten Merkmale sind eine dritte Tür auf einer Seite aufgrund teilweisen Wegfalles eines durchgehenden Seitengangs im Lokkasten sowie ein zweiteiliges Führerhausseitenfenster. Die lärm- und schadstoffausstoßreduzierte Variante weist zudem größere Lüfterjalousien auf. Der Triebfahrzeugführer sitzt grundsätzlich auf der linken Führerstandsseite.
Durch ein Untersetzungsgetriebe an den Fahrmotoren und ein Gleitschutz konnte die Haftreibung auf nassen Schienen verbessert werden. Die Bremsen wurden modifiziert, die Mittelpufferkupplungen britischer Bauart wurden durch europäische Schraubenkupplungen ersetzt. Statt der britischen Bremskupplungen der Class 66, die im Betrieb im kontinentaleuropäischen Netz Adapter erforderten, erhielten die JT42CWRM solche der UIC-Regelbauart. Serienmäßig wurden sie Fahrzeuggeräten der deutschen PZB- und Integra-Signum-Zugbeeinflussung ausgestattet. Im (gegenüber dem Führerstand 1) kleineren Führerstand 2 wurden ein Kühlschrank und ein Mikrowellenherd installiert.

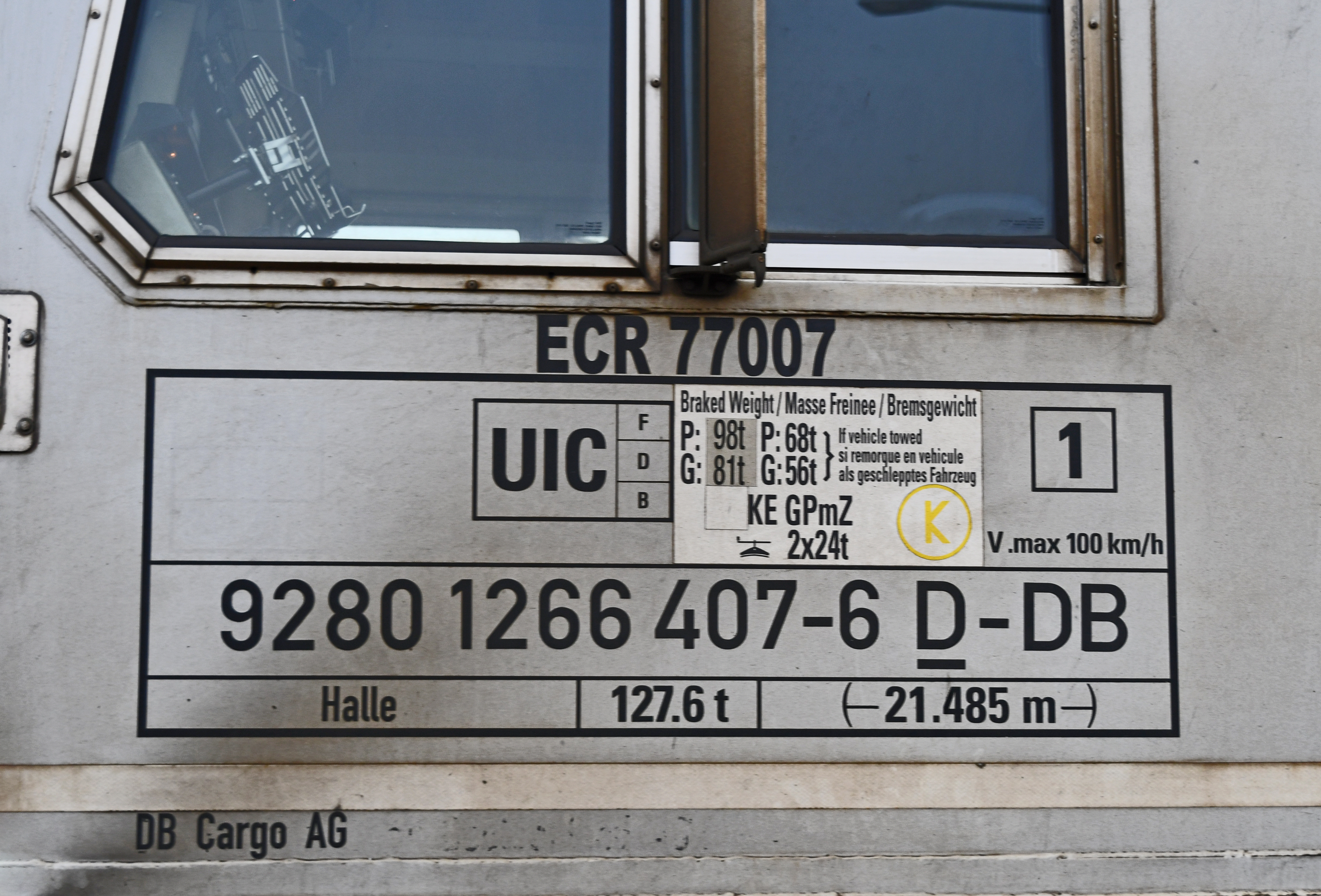
Die Seitenbeschriftung der DB 247 007 mit französischer Nummer als ECR Baureihe CC 77000 und deutscher EBA Nummer als Baureihe 1266.

Die französische DB Cargo France besitzt Lokomotiven dieser Bauart. In Frankreich erhielten die Fahrzeuge die Reihenbezeichnung CC 77000. Die Baureihe ist nicht zu verwechseln mit der britischen Baureihenbezeichnung 77. Auch in Belgien ist die Stammnummer 77 anders belegt. Die von der DB nach Deutschland geholten Lokomotiven behielten zum Teil ihre französischen NVR-Nummern. Weitere wurden intern in die Baureihen 247 und 266 umgezeichnet, wobei die Baureihenbezeichnung 247 bereits von den  Die offizielle EBA-Baureihenbezeichnung ist 1266, wobei die Ordnungsnummer mit 4 beginnt. 